# Citrusdal
Citrusdal este un sat în provincia Western Cape, din sudul statului Africa de Sud, pe Olifants. Culturi de portocali. Turism.